# Dankowice (Strzelin)

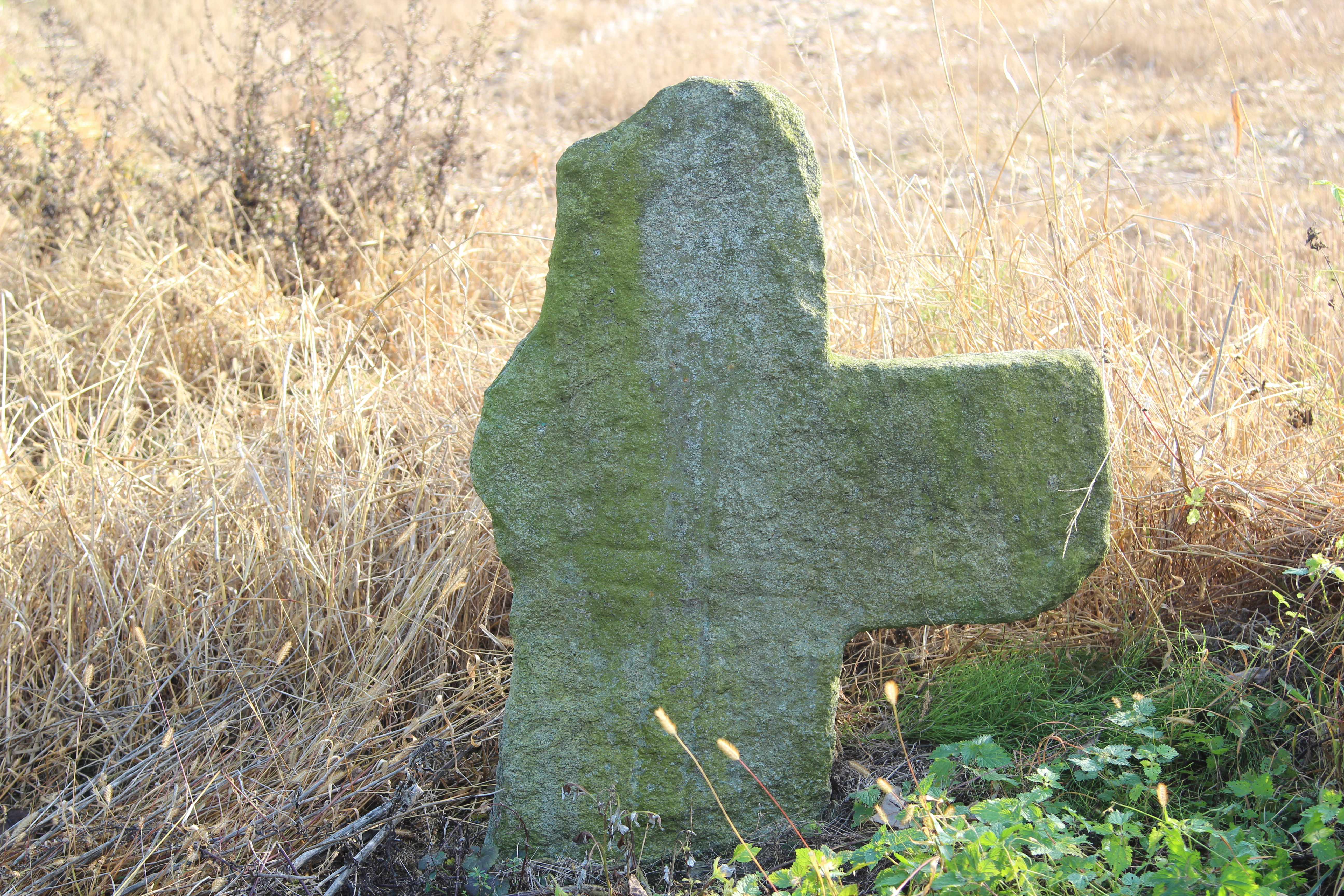
Sühnekreuz

Dankowice (deutsch Danchwitz) ist ein Ort in der Stadt- und Landgemeinde Strzelin (Strehlen) im Powiat Strzeliński der Woiwodschaft Niederschlesien in Polen.

## Lage
Nachbarorte sind Wąwolnica (Wammelwitz) im Norden, Biały Kościół (Steinkirche) im Nordosten, Kazanów (Schildberg) im Süden, Komorowice (Kummelwitz) im Westen, Nieszkowice (Neobschütz) im Südwesten.

## Geschichte
Die Ersterwähnung erfolgte 1346 als „Damkowicz“. Nach dem Ersten Schlesischen Krieg fiel Danchwitz mit dem größten Teil Schlesiens 1741/42 an Preußen.
1783 bestand das Dorf aus einem Vorwerk, 16 Feuerstellen und 44 überwiegend katholischen Einwohnern. Eigentümer war Carl Ludwig von Siegroth. 1845 zählte Danchwitz in Besitz eines Baron von Nostitz 19 Häuser, ein herrschaftliches Vorwerk, 163 überwiegend katholische Einwohner (41 evangelisch), evangelische Kirche zu Steinkirche, eine katholisch Kuratial-Pfarrkirche unter königlichem Patronat ohne Widum, eine 1718 gegründete katholische Schule, eingepfarrt und eingeschult: Gambitz, Geppersdorf, Wammelwitz, Wammen, Dobergast, Steinkirche und Striege, Korschwitz mit Miskowitz, Kummelwitz und Neobschütz, Rot-Neudorf, Stachau, Leipitz mit Sadewitz und Reichau; vier Handwerker und ein Händler.
Danchwitz gehörte bis 1945 zum Landkreis Strehlen. Als Folge des Zweiten Weltkriegs fiel Danchwitz mit dem größten Teil Schlesiens 1945 an Polen. Nachfolgend wurde es durch die polnische Administration in Dankowice umbenannt. Die Einwohner wurden größtenteils vertrieben. Die neu angesiedelten Bewohner stammten teilweise aus Ostpolen, das an die Sowjetunion gefallen war. Heute ist Dankowice Teil der Stadt-Land-Gemeinde Strzelin. Von 1975 bis 1998 gehörte das Dorf zur Woiwodschaft Breslau.

## Sehenswürdigkeiten
- Römisch-katholische Pfarrkirche St. Joseph